# Nyeja (település)
Nyeja (oroszul: Нея) város Oroszország Kosztromai területén, a Nyejai járás székhelye.
Lakossága: 9827 fő (a 2010. évi népszámláláskor).

## Fekvése
Kosztromától 231 km-re északkeletre, a Nyeja (az Unzsa mellékfolyója) jobb partján fekszik. Vasútállomás a transzszibériai vasútvonal északi ágának Buj–Kotyelnyics közötti szakaszán.

## Története
A folyóról nevezték el, a folyónév pedig a 9–10. század előtt a területen élt finnugor népcsoporttól, a merjáktól származik, jelentése kb. 'kanyargós folyó' lehetett. A városközpont helyén egykor Dorofejevo falu állt, melyet 1628-ban említ egy írott forrás. 
A 20. század elején épített vasútállomást kiszolgáló munkástelepülésből jött létre azon a helyen, ahol a vasútvonal keresztezi a Nyeja folyót. 1958-ban kapott városi jogot. 

## Gazdasága
Gazdaságát a szovjet korszakban fafeldolgozó ipara, erdőgazdasága, tejfeldolgozó kombinát, könnyűipar, műszergyártás jellemezte. Mai gazdasági életét is elsősorban a faipar, illetve a vasúti forgalom biztosítása és az ahhoz kapcsolódó szolgáltatási tevékenység határozza meg. 